# Lemming des steppes
Lagurus lagurus
Espèce
Le Lemming des steppes ou Lemming jaune des steppes (Lagurus lagurus) est une espèce de rongeur de la famille des Cricétidés.

## Systématique
Le nom valide complet (avec auteur) de ce taxon est Lagurus lagurus (Pallas, 1773).
L'espèce a été initialement classée dans le genre Mus sous le protonyme Mus lagurus Pallas, 1773.
Ce taxon porte en français le nom vernaculaire ou normalisé suivant : Lemming des steppes.
Lagurus lagurus a pour synonymes :
- Lagurus lagurus subsp. abacanicus Serebrennikov, 1929
- Lagurus lagurus subsp. altorum Thomas, 1912
- Lagurus lagurus subsp. occidentalis Migulin, 1938
- Lagurus migratorius Gloger, 1841
- Lagurus occidentalis
- Mus lagurus Pallas, 1773